# Tessarandra
Tessarandra  é um gênero botânico da família Oleaceae

## Espécie
- Tessarandra fluminensis

## Nome e referências
Tessarandra Miers, 1851